# Sarah Brightman
Pour les articles homonymes, voir Brightman.
 (janvier 2023).
Sarah Brightman est une chanteuse, danseuse et actrice britannique, née le 14 août 1960 à Berkhampstead en Angleterre. Elle est la sœur ainée d'Amelia Brightman, soliste du groupe Gregorian.
Soprano et superstar internationale, Sarah Brightman est appréciée autant pour son registre vocal impressionnant (plus de 3 octaves) que pour sa filmographie et ses performances sur scène. 

## Biographie

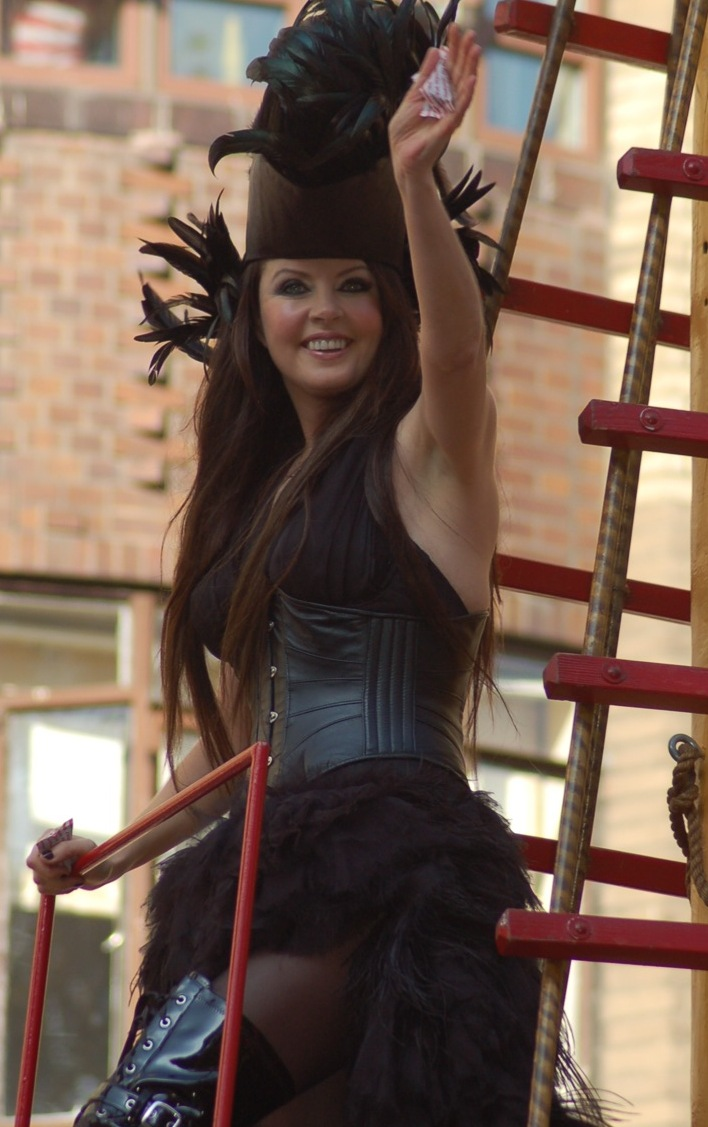
Sarah Brightman. Macy's Thanksgiving Day Parade, en 2007.

Dès l'âge de trois ans, Sarah Brightman suit des cours de danse. Elle étudie dans les écoles d'arts de Elmhurst School for Dance (en), d'Arts Educational Schools (en) et au Royal College of Music. Au bout d'une dizaine d'années, elle fait ses débuts dans le spectacle I And Albert de Charles Strouse[réf. souhaitée]. En 1976, on[style à revoir] la retrouve à la télévision avec le groupe Pan's People et deux ans plus tard, Sarah Brightman chante le titre I Lost My Heart to a Starship Trooper avec le groupe pop Hot Gossip. Ce titre est en 6e position durant plusieurs semaines aux UK Singles Chart.
En 1981, elle tient le rôle de Jemima dans la comédie musicale Cats de Andrew Lloyd Webber avec qui elle se marie en 1984. En 1986, elle chante dans la comédie musicale The Phantom of the Opera de Andrew Lloyd Weber. En 1988, Sarah Brightman sort son premier album solo, The Trees They Grow So High, immédiatement suivi en 1989 par l'album The Songs That Got Away. En juin 1990, elle divorce de Andrew Lloyd Weber et sort son troisième disque solo, As I Came of Age.
Elle rencontre Frank Peterson (qui travaille avec la chanteuse Sandra ainsi que Michael Cretu, le producteur d'Enigma). Créateur du groupe musical Gregorian, il produira l'album Dive ainsi que tous les suivants. Contrairement à ce qui est souvent dit, elle ne prête pas sa voix à la diva Plava-Laguna dans le film Le Cinquième Élément de Luc Besson[source secondaire souhaitée]. C'est la soprano Inva Mula-Tchako qui interprète le fameux air The Diva Dance, un remix de l'aria Il dolce suono, extrait de l'opéra Lucia di Lammermoor.
Elle sort une quinzaine d'albums jusqu'en 2001. Fin 2002, l'album Encore fait son apparition dans les bacs français. En 2002 et 2007 Sarah Brightman a aussi interprété deux différentes versions de la chanson The Secret / The Secret Still Remain avec le DJ allemand Sash!. En 2003, elle sort l'album Harem qui sera suivi d'une tournée mondiale de 2004 à 2005. En janvier 2008 elle sort l'album Symphony qui inclut notamment un duo avec Andrea Bocelli (Canto Della Terra) et un autre avec Paul Stanley (I Will Be With You). Il s'ensuit l'album Winter Symphony, un album de Noël dans la lignée du précédent, sorti en octobre 2008.
Le 8 août 2008, elle interprète la chanson thème You And Me des Jeux olympiques de Pékin durant la Cérémonie d'ouverture, avec le chanteur pop chinois Liu Huan.
En novembre 2008, la chanteuse commence une nouvelle tournée mondiale aux États-Unis avec The Symphony World Tour. Puis au début de l'année 2009, elle se produit en Asie.
En 2012, elle commence un entraînement à la cité des étoiles pour un vol de dix jours à bord de la Station spatiale internationale.  Elle paye 51 millions de dollars américains. Le 14 mai 2015, elle annule son vol pour des raisons personnelles.
Après six ans d'absence sort, le 23 septembre 2013, son dernier album en date Dreamchaser suivi d'une tournée le Dreamchaser World Tour.

### Comédies musicales
- 1973 : I and Albert (rôle de Vicky), Piccadilly Theatre, Londres
- 1981 : Cats (rôle de Jemima), New London Theatre, Londres
- 1982 : The Pirates of Penzance (rôle de Kate)
- 1982 : Masquerade (rôle de Tara Treetops)
- 1982 : Nightingale (en) (rôle de Nightingale), Buxton Festival and the Lyric, Hammersmith
- 1984 : Song and Dance (rôle de Emma), Palace Theatre à Londres, le 28 avril, 1984
- 1986 - 1991 : The Phantom of the Opera (rôle de Christine Daaé), Her Majesty's Theatre à Londres & Broadway
- 1990 : Aspects of Love (rôle de Rose Vibert)

## Opérette
- 1985 : The Merry Widow (La Veuve joyeuse) (rôle de Valencienne)

## Théâtre
- 1992 : Trelawny of the Wells (rôle de Rose Trelawney)
- 1993 : Relative Values (rôle de Miranda Frayle), Chichester Festival & Savoy Theatre
- 1994 : Dangerous Obsession (rôle de Sally Driscoll), Haymarket Theatre, Basingstoke
- 1995 : The Innocents (rôle de  Miss Giddens), Haymarket Theatre, Basingstoke

## Discographie

### Comédies musicales
- 1981 : Cats d'Andrew Lloyd Webber (rôle de Jemima)
- 1983 : Nightingale de Charles Strouse (rôle-titre de Nightingale)
- 1984 : Song and Dance d'Andrew Lloyd Webber (rôle de Emma)
- 1986 : The Phantom of the Opera d'Andrew Lloyd Webber (rôle de Christine Daaé)
- 1987 : Carousel de Rodgers & Hammerstein (rôle de Carrie Pipperidge)
- 2008 : Repo! The Genetic Opera (22 titres) (rôle de Blind Mag)
- 2008 : Repo! The Genetic Opera (Édition deluxe / 38 titres) (rôle de Blind Mag)

### Albums
- 1985 : Requiem d'Andrew Lloyd Webber (concert avec Placido Domingo et Sarah Brightman)
- 1988 : The Trees They Grow So High ou Early One Morning (EMI)
- 1989 : The Songs That Got Away (Polydor)
- 1990 : As I Came of Age (Polydor)
- 1993 : Dive (A&M Records)
- 1995 : Fly (East-West)
- 1996 : Surrender avec Andrew Lloyd Webber (Polydor)
- 1997 : The Andrew Lloyd Webber Collection (Polydor)
- 1997 : Timeless (East-West) (Europe uniquement)
- 1997 : Time to Say Goodbye (Angel Records) (Canada et États-Unis seulement)
- 1998 : A Gala Christmas in Vienna ou Christmas In Vienna V avec Richard Cocciante, Placido Domingo et Helmut Lotti (Worldwide)
- 1998 : Eden (Angel Records - East-West)
- 1999 : Eden - Millenium Edition (East-West)
- 2000 : La Luna (Angel Records - East-West)
- 2000 : Fly II (Édition spéciale) (Nemo Studios)
- 2000 : The Very Best of Sarah Brightman 1990-2000 (East-West)
- 2001 : Classics (Angel Records) (Excepté Europe)
- 2002 : Encore (Decca Broadway)
- 2003 : Harem (Angel Records) (Édition spéciale pour le Canada, Japon, Taïwan)
- 2004 : The Harem Tour (Édition limitée) (Aucun label n'est mentionnée sur ce CD)
- 2004 : Live From Las Vegas (Angel Records)
- 2006 : Classics The Best Of Sarah Brightman - New Version (EMI) (Europe uniquement)
- 2006 : Diva (Angel Records) (Excepté Europe)
- 2008 : Symphony (Manhattan Records - EMI) (Différents bonus pour la Russie, la Pologne, la Chine et le Japon)
- 2008 : Symphony "Pre-Show Music" (Édition spéciale) (Nemo Studios)
- 2008 : A Winter Symphony (Manhattan Records - EMI) (Édition spécial pour les États-Unis)
- 2009 : Symphony Live in Vienna (EMI)
- 2009 : Amalfi - Sarah Brightman Love Songs (Manhattan Records) Sortie le 8 juillet, uniquement au Japon
- 2009 : Bella Voce (Green Hill licensed through EMI)
- 2013 : Dreamchaser (Japon 16 janvier 2013 - Reste du monde avril 2013)
- 2014 : Voce - Sarah Brightman Beautiful Songs (Universal Music) Sortie le 19 mars, uniquement au Japon
- 2016 : Gala - Sarah Brightman The Collection (Universal Music) Sortie le 6 juillet, uniquement au Japon
- 2018 : Hymn (Universal Music) Sortie le 9 novembre
- 2020 : France (Decca Records) Sortie le 20 novembre[4]

### Musiques de films
- 1979 : The World is Full of Married Men (Sarah Brightman chante: Madame Hyde)
- 1988 : Granpa (Sarah Brightman chante: Make Believe)
- 1999 : Bangkok aller simple (Sarah Brightman chante: Deliver Me)
- 2009 : Saka no Ue no Kumo - Original Soundtrack / Sarah Brightman chante la chanson : Stand Alone (Sortie le 18 novembre, uniquement au Japon) (EMI Music Japan)
- 2011 : First Night - Original Motion Picture Soundtrack / Sarah Brightman chante la chanson : Exsultate, jubilate: Alleluia - Wolfgang Amadeus Mozart (Sortie le 17 octobre, 2011, en Angleterre) (Sony Music)

## Filmographie
- 2000 : Zeit Der Erkenntnis (Titre français: Le temps de vérité), Rosamunde Pilcher : Son propre rôle : Sarah Brightman
- 2008 : Repo! The Genetic Opera, de Darren Lynn Bousman : Blind Mag
- 2009 : Amarufi: Megami no hôshû (Amalfi: Rewards of the Goddess), de Hiroshi Nishitani : Son propre rôle : Sarah Brightman
- 2012 : First Night (aka Cosi), de  Stephen Evans : Célia

## VHS & DVD
- 1984 : Song and Dance (Édition Limitée)
- 1985 : Requiem d'Andrew Lloyd Webber
- 1988 : Andrew Lloyd Webber Video Quartet
- 1992 : A Christmas spectacular
- 1997 : Sarah Brightman: In Concert (Réédition en 2008)
- 1998 : Andrea Bocelli A Night in Tuscany
- 1998 : Art On Ice (à Zurich) (Suisse uniquement)
- 1998 : Andrew Lloyd Webber - The Royal Albert Hall Celebration
- 1998 : A Gala Christmas in Vienna ou Christmas in Vienna V
- 1999 : One Night in Eden (en)
- 2000 : Zeit Der Erkenntnis
- 2000 : Vatican Christmas Concert
- 2000 : American Dream Andrea Bocelli's Statue of Liberty Concert (2000) (Édition Limitée) (États-Unis uniquement)
- 2001 : La Luna: Live in Concert
- 2002 : Classics: The Best of Sarah Brightman (Édition Limitée) (États-Unis uniquement)
- 2004 : Harem: A Desert Fantasy...
- 2004 : The Harem World Tour: Live from Las Vegas
- 2006 : Diva: The Video Collection
- 2007 : Concert for Diana
- 2008 : Andrea Bocelli: Vivere Live in Tuscany
- 2008 : Symphony: Live in Vienna (2008 aux États-Unis / 2009 Reste du Monde)
- 2008 : Repo! The Genetic Opera (2008 aux États-Unis / 2009 Reste du Monde)
- 2010 : Amarufi: Megami no hôshû (Amalfi: Rewards of the Goddess) (Japon uniquement)
- 2011 : The Phantom of the Opera at the Albert Hall in Celebration of 25 Years
- 2012 : First Night
- 2013 : Dreamchaser In Concert (2013 aux États-Unis & Japon / 2014 Reste du Monde)